# Pietro Augusto Adami
Pietro Augusto Adami (San Giovanni alla Vena, 11 luglio 1812 – Pisa, 17 dicembre 1898) è stato un banchiere italiano, imprenditore di società ferroviarie.

## Biografia
Ancora giovane, fondò a Livorno una banca di commercio che divenne una tra le più importanti della Toscana. Fu ministro delle finanze, del commercio e dei lavori pubblici del Granducato di Toscana nel 1848. Fu deputato, nello stesso anno, eletto al Consiglio generale della Toscana e all'Assemblea costituente l'anno successivo. Fece parte, nel 1849, del governo provvisorio di Guerrazzi, Montanelli e Mazzoni ma in seguito alla sua caduta, conseguente alla "Restaurazione" espatriò a Marsiglia; ritornò tuttavia, poco tempo dopo, in Toscana ma accusato di alcune irregolarità quando era ministro, venne incarcerato. Nove mesi dopo, essendo stato scagionato, tornò alla sua professione di banchiere.
Fu tra coloro che propugnarono l'annessione al regno sabaudo e fu tra i nove firmatari della proposta che l'annessione al "regno d'Italia" con Vittorio Emanuele come sovrano. Fu tra i finanziatori della spedizione dei Mille. In conseguenza dei suoi stretti rapporti con Giuseppe Garibaldi ottenne da questi la concessione per la costruzione delle ferrovie siciliane già nel giugno del 1860. Appena insediato il governo dittatoriale a Napoli ottenne la concessione a costruire la gran parte delle ferrovie, già previste e in parte concesse ad altri soggetti dal governo borbonico, con decreto del 13 ottobre 1860, approntato da Carlo Cattaneo e firmato da Agostino Bertani in qualità di segretario generale della dittatura. L'articolo 20 del decreto prevedeva espressamente la creazione, con Adriano Lemmi, della "Società Italica Meridionale". Alla società veniva dato mandato per il completamento o la costruzione dei collegamenti, sui due versanti tirreno e adriatico, delle ferrovie napoletane e pontificie; delle linee Napoli-Foggia e Salerno-Potenza con le prosecuzioni per Bari e Taranto nonché Cosenza e Reggio Calabria; le ferrovie della Sicilia tra Messina, Catania e Siracusa, tra Catania e Castrogiovanni fino a Palermo e la trasversale Palermo, Agrigento e Marsala.
Le dure polemiche alla camera dei deputati di Torino e la sconfessione del Cavour produssero modifiche al decreto di concessione. Altre modifiche si ebbero il 13 e il 21 luglio 1861; la nuova convenzione affidava alla sua società la costruzione delle ferrovie jonica (Taranto-Reggio), jonica sicula (Messina-Siracusa) e Palermo-Catania con diramazione Agrigento.
Ulteriori complicazioni provocarono la cessione della maggioranza azionaria alla società Vittorio Emanuele di Charles Lafitte che ottenne dal governo, nel luglio 1863, la concessione per costruzione e esercizio della rete calabro-sicula previo scioglimento della Società Italica. In seguito a ciò le condizioni finanziarie di Adami si deteriorarono al punto che dovette recedere dall'attività bancaria. L'ultima parte della sua vita la condusse quale magazziniere della Regia dei Tabacchi. Morì a Pisa il 17 dicembre 1898.